# جوي جاكسون
جوي جاكسون (بالإنجليزية: Joe Jackson)‏ هو لاعب كرة قدم أمريكية أمريكي، ولد في 7 مايو 1943 في سينسيناتي في الولايات المتحدة.

## وصلات خارجية
- جوي جاكسون على موقع مرجع كرة القدم المحترفة.كوم (الإنجليزية)
- جوي جاكسون على موقع JustSportsStats.com (الإنجليزية)